# Tahoka, Texas
Tahoka là một thành phố thuộc quận Lynn, tiểu bang Texas, Hoa Kỳ. Năm 2010, dân số của xã này là 2673 người.

## Dân số
- Dân số năm 2000: 2910 người.
- Dân số năm 2010: 2673 người.